# 佩恩斯溪國家公園
佩恩斯溪國家公園是伯利兹的國家公園，位於該國南部托萊多區，面積152平方公里，該地區以闊葉林和紅樹林為主，有吼猴等野生動物棲息。